# Ранко (Савона)
Ранко (итал. Ranco) је насеље у Италији у округу Савона, региону Лигурија.
Према процени из 2011. у насељу је живело 47 становника. Насеље се налази на надморској висини од 312 м.